# Travis Daniels
Travis Daniels (Eutaw, 25 gennaio 1992) è un cestista statunitense.

## Statistiche

### College
| Anno      | Squadra      | PG | PT | MP   | TC%  | 3P%  | TL%  | RP  | AP  | PRP | SP  | PP  |
| --------- | ------------ | -- | -- | ---- | ---- | ---- | ---- | --- | --- | --- | --- | --- |
| 2014-2015 | MSU Bulldogs | 32 | 25 | 19,8 | 39,8 | 28,9 | 66,7 | 3,9 | 0,6 | 0,4 | 0,2 | 6,1 |
| 2015-2016 | MSU Bulldogs | 29 | 26 | 23,3 | 47,4 | 40,0 | 66,7 | 4,5 | 0,8 | 0,5 | 0,7 | 5,7 |
| Carriera  | Carriera     | 61 | 51 | 21,5 | 43,0 | 33,1 | 66,7 | 4,2 | 0,7 | 0,5 | 0,4 | 5,9 |

## Palmarès
- 2 volte All-CEBL First Team (2019, 2020)